# 布丘姆鄉 (阿爾巴縣)

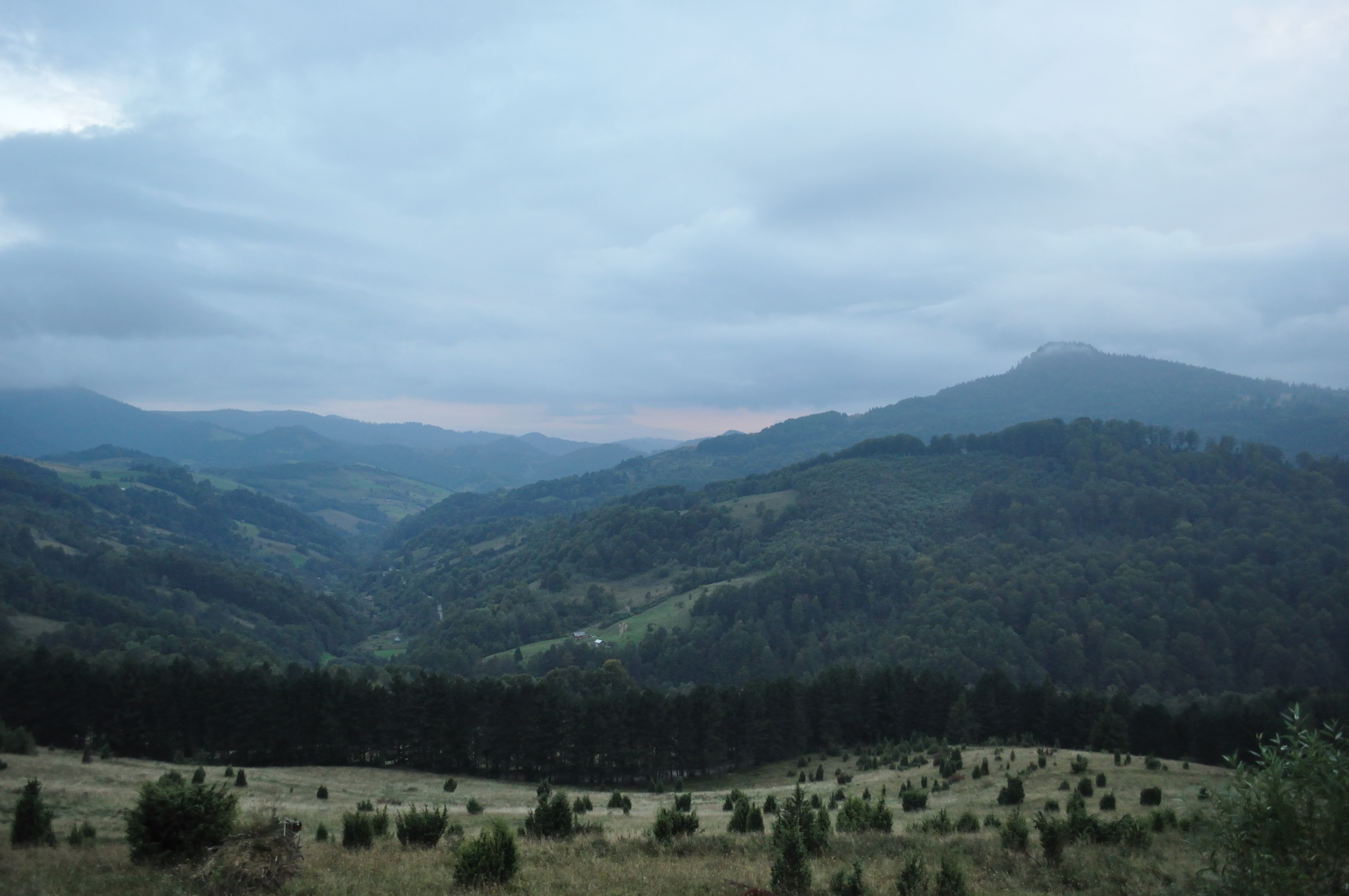
布丘姆鄉 (阿爾巴縣)

46°15′50.4″N 23°10′33.6″E / 46.264000°N 23.176000°E
布丘姆鄉（羅馬尼亞語：Comuna Bucium, Alba），是羅馬尼亞的鄉份，位於該國中部，由阿爾巴縣負責管轄，面積86平方公里，海拔高度951米，2011年人口1,454，人口密度每平方公里24人。